# Johanniterordenen
Johanniterordenen er en international velgørende organisation, der har eksisteret siden 1100-tallet, og hvis erklærede formål er at hjælpe de syge og de svage mennesker ud fra et kristent grundlag.
Johanniterordenen er en af de store ridderordner fra korstogene, men hospitalet i Jerusalem, som den har sin oprindelse i, fandtes allerede inden det første korstog med det formål at beskytte pilgrimme til Det Hellige Land og sygepleje af dem og som var navngivet efter Johannes Døberen. I middelalderen var den kendt som "Hospitalsordenen" og i Danmark som "Korsbrødrene",men den fik den mere kendte betegnelse Malteserordenen, da den i 1500-tallet fik Malta som len af den tysk-romerske kejser i stedet for Rhodos.
På dansk har Johanniterordenen i dag flere delvist forskellige og delvist overlappende betydninger:
- Den middelalderlige orden
- En fællesbetegnelse for den romersk-katolske Malteserorden og de fire ikke-katolske johanniterordener, der er opstået som aflæggere af den
- Den ene af de fire sidstnævnte, det såkaldte "Balley Brandenburg", som har hovedkvarter i Tyskland, og som gennem århundreder har haft talrige medlemmer i blandt andet Danmark.

## Historie
Ordenen grundlagdes af kristne lejesoldater som en munkeorden for sygepleje, der af kaliffen i Egypten fik tilladelse til at oprette et hospital for pilgrimmene i Jerusalem, og den havde således det dobbelte formål at beskytte pilgrimmene med væbnet eskorte og at pleje dem, der pådrog sig sygdomme på pilgrimsrejsen. Under korstogene voksede ordenen til en betydelig militær magt. Mange af de vigtigste korsridderborge blev bygget af Johanniterne. Den største borg, Krak des Chevaliers, var deres hovedsæde.
I midten af det 12. århundrede opdeltes Ordenen i to sideordnede dele: En militær gren og en gren, der arbejdede med pleje af de syge.
Efter at korsridderne blev presset ud af Palæstina ved arabernes erobring af Jerusalem i 1187 og Acre i 1291, fortsatte Johanniterridderne deres virke, først med hovedsæde på Cypern, siden med ordensstat på Rhodos, til denne bastion blev erobret af osmannerne i 1522, og endelig med stat på Malta. Ordensstaten stod formelt i et lensforhold til den tysk-romerske kejser, men agerede i praksis suverænt.
Da Tempelridderordnen blev opløst i 1314, overtog Johanniterordenen mange af dens besiddelser, ligesom tilfældet var ved den senere opløsning af Skt. Lazarus-ordenen.
I Tyskland opnåede en afdeling, det såkaldte Brandenborg-balivat, med Heimbach-forliget i 1382 en temmelig selvstændig stilling inden for ordenen. Lederen af balivatet bar den særlige titel ’Herrenmeister’. Den selvstændige status betød, at da reformationen kom, kunne Herrenmeisteren og hele Brandenborgbalivatet gå over til den protestantiske tro i 1538, uden at det i øvrigt medførte væsentlige ændringer. Herefter var Ordenen de facto opdelt i Herrenmeisterens protestantiske del – Brandenborg-balivatet – og stormesterens katolske del. Mens den katolske del af ordenen begyndte at kalde sig ’Malteserordenen’, fortsatte den protestantiske del, Brandenborgbalivatet, med at kalde sig johannitere og johanniterordenen. De ydede bidrag til den katolske stormester i en årrække efter Reformationen, lejlighedsvis helt op til 1763.
Adolf Hitler forbød i 1938 medlemmer af nazipartiet at være johannitere. Ordenen stod i klar opposition til nazismen, og mange tog konsekvensen heraf: Listen over henrettede som umiddelbar følge af det mislykkede attentat på Hitler d. 20. juli 1944 viser en markant overrepræsentation af Ordenens medlemmer: 13 johanniterriddere, heriblandt generalfeltmarskal Erwin von Witzleben, og tre malteserriddere.

## Malteserordenen i nutiden
Efter Napoleons erobring af Malta i 1798 stod ordenen (bortset fra det tyske rigsfyrstedømme Heitersheim, som Ordenen besad indtil Det Hellige Tysk-Romerske Kejserriges opløsning i 1806) uden et territorium, men fik efter nogen tids omflakken hovedsæde i Rom under pavelig protektion, hvor dens hovedkvarter endnu findes. (Ordenen havde også i 1653 fået foræret en række caribiske øer, heriblandt Sankt Croix, men afhændede dem i 1665.)
Den formelle betegnelse for Malteserordenen er Sankt Johannes' Suveræne Militære Hospitalsorden af Jerusalem, (kaldet) af Rhodos og (kaldet) af Malta, på italiensk Sovrano Militare Ordine Ospedaliero di San Giovanni di Gerusalemme, (detto) di Rodi e (detto) di Malta. På dansk Malteserordenen eller SMOM (Sovrano Militare Ordine di Malta). Den er en integreret del af Den katolske kirke.
Malteserordenen helliger sig stadig omfattende aktiviteter inden for sygepleje, godgørenhed og sociale formål bl.a. med ambulancetjeneste, hospitaler og plejehjem i det meste af den katolske verden. Hertil kommer omfattende deltagelse i nødhjælpsprogrammer i Den Tredje Verden og i forbindelse med naturkatastrofer. Også ordenens militære gren, der i dag indgår i det italienske forsvar, er specialiseret i samaritertjeneste.
Malteserordenen er organiseret i seks storpriorater, seks subpriorater og 47 nationale afdelinger. Den har 12.500 medlemmer af begge køn (riddere og damer), der inddeles i tre klasser. Riddere af tredje klasse er lægmedlemmer, mens riddere af anden klasse har aflagt lydighedsløfte over for ordenen. Riddere af første klasse har desuden aflagt fattigdoms- og kyskhedsløfte.
Skønt Den Suveræne Militære Malteserorden ikke besidder et egentligt territorium, fungerer den stadig som et suverænt folkeretsligt subjekt med mulighed for at indgå aftaler med suveræne stater og har bl.a. observatørstatus i FN. Endvidere har ordenens hovedsæde nær Den Spanske Trappe og sædet for dens italienske storpriorat på Aventinerhøjen ekstraterritorial status og er således, ligesom ambassadegrunde, undtaget italiensk jurisdiktion. De fleste katolske lande har desuden ambassader for ordenen i Rom, ligesom ordenen har eksterritoriale ambassader i mange lande.
Den suveræne Malteserorden besidder desuden tre borgere, idet stormesteren (der jævnligt aflægger statsbesøg hos fremmede statsoverhoveder), vicestormesteren og kansleren har eksterritorialt borgerskab i ordenen, hvorimod de øvrige ordensmedlemmer beholder deres respektive statsborgerskab
Malteserordenen har endvidere ret til at udstede diplomatpas til sine medlemmer ved rejser i ordenens tjeneste; den udgiver egne frimærker, der anerkendes af de fleste katolske lande, og dens køretøjer har egne nummerplader med teksten SMOM (Sovrano Militare Ordine di Malta). Ordenens officielle valuta er scudo (én scudo à 12 tarì à 20 grani à 6 piccoli), men da den ikke er konvertibel, udgives i dag kun erindringsmønter. Siden 2005 angives frimærkernes værdi desuden i euro.

### Stormester
Ordenens stormester fører titel af fyrste og anerkendes af den katolske kirke som kardinal. Han vælges for livstid, og ordenen fungerer som et valgmonarki. Stormesteren præsiderer over Det Suveræne Råd af fire højofficerer og seks andre medlemmer, der vælges for fem år ad gangen af ordenens Generalkapitel.
Stormester Matthew Festing blev udnævnt i 2008. Han trådte i januar 2017 tilbage fra posten på direkte opfordring fra pave Frans, efter Festing i december 2016 havde afskediget sin kansler, Albrecht Freiherr von Boeselager, fordi denne via en velgørenhedsorganisation havde uddelt kondomer som led i fattigdomsbekæmpelse i Myanmar.

### Ordenens symboler
- Ordenens flag er et centreret hvidt kors på rød bund; desuden føres dens våbenskjold med malteserkorset som banner.
- Ordenens devise er Tuitio fidei et obsequium pauperum, "Troens forsvar og de fattiges bistand".
- Ordenshymnen er "Ave, Crux Alba" ("Hil, hvide kors").
- Ordenens højtidsdag er i sagens natur 24. juni, sankthans (= sankt Johannes' dag).

## Johanniterordenen i nutiden
Den formelle betegnelse for den protestantiske Johanniterorden er Brandenborgbalivatet af Sankt Johannes' Ridderorden af Hospitalet af Jerusalem, på tysk Die Balley Brandenburg des Ritterlichen Ordens St. Johannis vom Spital zu Jerusalem.
Johanniterordenen er en officielt anerkendt tysk orden. Johanniterordenens overhoved, herremesteren, er H.K.H. Prins Oskar af Preussen. Andre titler inkluderer æresridder og retsridder. Fælles for dem er at man skal indstilles.
Johanniterordenen står for den største ambulancetjeneste i Tyskland efter Røde Kors, ligesom den driver 15 hospitaler, 62 alderdomshjem og ca. 200 børnehaver, der årligt hjælper omkring 7 millioner patienter, handicappede, gamle og børn. Ordenen har ca. 4.000 medlemmer, ca. 31.000 frivillige hjælpere, og ca. 25.000 fuldtidsansatte, med et budget på godt 1,3 milliarder Euro (ca. 9,7 milliarder kroner).
Johanniterordenen udfører også et stort nødhjælpsarbejde. Efter jordskælvet i Haiti den 12. januar 2010 var johanniterne blandt de første internationale hjælpeorganisationer. Inden for få dage var første hjælperteam sendt af sted, og nogle dage efter fulgte det andet. Den 28. januar forlod Johanniternes tredje hjælperteam lufthavnen i Frankfurt. Johanniternes teams består bl.a. af erfarne læger og af frivillige redningsassistenter.
Johanniterordenen er aktiv i Danmark. Medlem er bl.a. professor Peter Kurrild-Klitgaard.

## Johanniter-Alliancen af anerkendte ordener
Der forekommer i nutiden en lang række organisationer, som hævder, at de er fortsættelser af den historiske orden. De eneste organisationer, som har en direkte og ubrudt forbindelse til den historiske orden, er Malteserordenen og den protestantiske gren, Johanniterordenen. Endvidere findes der i Holland, Sverige og Storbritannien nationale, kongelige johanniterordener, som på forskellig vis har skilt sig ud fra den originale Johanniterorden. Alle fem organisationer anerkender hinandens legitimitet, og de fire ikke-katolske er i dag er samlet i den såkaldte "Johanniter-Alliance", eller blot "Saint John Alliance"). Udover den ovennævnte Malteserordenen drejer det sig om:
- Der Johanniterorden ("Balley Brandenburg") Johanniterordenens balivat i Brandenburg m.v., som opnåede en betragtelig autonomi i 1382 og som i forbindelse med Reformationen i Tyskland blev en irregulær, protestantisk del af ordenen. Med den Westfalske Fred i 1648 anerkendtes markgreverne af Brandenburg (de senere konger af Preussen og kejsere af Tyskland) som balivatets protektorer. Ordenens nuværende retsstatus er fastsat ved kongelig fundats af 1852, og Ordenen har siden 2. verdenskrig stået under Forbundsrepublikken Tysklands beskyttelse og med dens dekorationer fastsat og anerkendt ved forbundspræsidielt dekret (1959). Mindst 100 danskere har været medlemmer af ordenen bl.a. gehejmestatsminister Conrad Rantzau og Kong Christian IX's svigerfader, landgreve Vilhelm 10. af Hessen-Kassel, der var dansk general. Nuværende Herrenmeister er H.K.H. Prins Oskar af Preussen.
- Johanniterorde in Nederland. Var fra 1909 det hollandske kommanderi af førnævnte, men blev i 1946 en selvstændig hollandsk ridderorden under kongelig protektion. Seneste Landkommandør var H.K.H. Prins Bernhard, gift med dronning Juliana af Nederlandene og fader til dronning Beatrix af Nederlandene, der er æresmedlem af ordenen.
- Johanniterorden i Sverige. Var fra 1920 det svenske kommanderi af førstnævnte, men blev i 1946 en selvstændig svensk ridderorden med Kong Gustaf V som overhoved. Nuværende "Høje Beskytter" (Protektor) er H.M. Kong Carl XVI Gustaf af Sverige.
- The Most Venerable Order of Saint John. Var i 1830erne en irregulær aflægger af Malteserordenen, men fik i 1888 en kgl. fundats givet af Dronning Victoria, og siden har alle britiske monarker ledet ordenen. De danske konger Christian 10. og Frederik 9. var medlemmer af ordenen. Nuværende "Sovereign Head" er H.M. Dronning Elizabeth II, mens hendes slægtning, H.K.H. Prins Richard, Hertug af Gloucester, er ordenens Storprior.

## Falske Johanniter- og Malteserordener
Ud over de anerkendte ordener forekommer en række andre "johanniterordener" eller "malteserordenener", der er helt selvbestaltede og blandt andet påberåber sig en kontinuitet fra Malta gennem Rusland og USA. Dette har dog ingen hjemmel i historiske kilder. Blandt disse har i Danmark opereret f.eks. "Den Danske Johanniterorden", "Den Danske Malteserorden" m.fl. Popmusikeren Johnny Reimar hævder ligeledes at være leder af en dansk afdeling af en "Malteserriddernes Hospitalsorden", der dog intet har at gøre med hverken Malteserordenen eller Johanniterordenen, men er en rent privat forening.
I Tyskland, Italien og Frankrig er det strafbart at bære johanniter-/malteserordeners dekorationer uden at være tilknyttet til disse ordener, der heller ikke anerkendes som ridderordener af de danske myndigheder.

## Supplerende læsning
Om ordenens historie i middelalderen m.v.:
- Riley-Smith, Jonathan (1967/2002). The Knights of St John in Jerusalem and Cyprus, c.1050-1310, London: Macmillan.
- Riley-Smith, Jonathan (1999). Hospitallers: The History of the Order of St. John, London: The Hambledon Press.
- Riley-Smith, Jonathan (2012). The Knights Hospitaller in the Levant, c.1070-1309, London: Palgrave.
- Sainty, Guy Stair (1991). The Orders of Saint John: The history, structure, membership and modern role of the five Hospitaller Orders of Saint John of Jerusalem, New York: The American Society of the Most Venerable Order of the Hospital of Saint John in Jerusalem.
- Sire, H. J. A. (1994 [1996]). The knights of Malta, New Haven: Yale University Press.
- Reitzel-Nielsen, Erik: Johannitterordenens historie med særligt henblik på de nordiske lande, 3 bind, C.A. Reitzels Forlag, 1984-91. ISBN 87-87526-66-2.

- Bind 1: Tiden før Rhodos, 1984
- Bind 2: Rhodos og Malta (1309-1798), 1988
- Bind 3: Tiden efter 1798, 1991.

Om danske medlemmer af Johanniterordenen ("Balley Brandenburg"):
- Kurrild-Klitgaard, Peter & Robert M. Clark (2004). "Johanniter in Denmark: Knights of the Order of Saint John (Bailiwick of Brandenburg) and of the Royal Prussian Order of Saint John residing in Denmark in the 18th to 20th centuries", Traditio melitensis, 6, pp. 27–33.
- Kurrild-Klitgaard, Peter & Friedrich Adolph Freiherr von Dellingshausen (2010). "Johanniter in Dänemark", Johanniterorden, 1, pp. 8–9.
- Kurrild-Klitgaard, Peter (2013). “Johanniterriddere i Danmark: Riddere af Johanniterordenen (»Balley Brandenburg«) og af Den Kgl. Preussiske Johanniterorden, bosiddende i eller med tilknytning til Danmark”, Personalhistorisk Tidsskrift 2013:2, pp. 160-187.

Om falske Johanniter-/Malteserordener:
- Kurrild-Klitgaard, Peter (2002). Knights of fantasy: An overview, history, and critique of the self-styled 'Orders' called 'of Saint John' or 'of Malta', in Denmark and other Nordic countries, Pubblicazioni di Lingua e Cultura Italiana, bd. 13, Anna, Luigi de (red.). Turku: Center for Chivalric Studies & Department of Italian Language, University of Turku.
- Kurrild-Klitgaard, Peter (2002). "Knights of history vs. knights of fantasy: Self-styled 'orders' in the Nordic countries", Traditio Melitensis, 3-4, pp. 37–60.
- Kurrild-Klitgaard, Peter (2004). "Self-styled knights "of Saint John" and "of Malta" in the Nordic countries", Anales Melitenses, 1 (2002-2003), pp. 491–508.
- Kurrild-Klitgaard, Peter (2005). "De såkaldte "falske" ridderordener og de deraf følgende problemer", Traditio Melitensis, 7, pp. 41–50.
- Riley-Smith, Jonathan (2005). "The military-religious orders. Their history and continuing relevance", Traditio Melitensis 7, pp. 31-39.